# Osamu Tezuka
Osamu Tezuka (手塚 治虫, de fapt Tezuka Osamu; n. 3 noiembrie 1928, Toyonaka⁠(d), Prefectura Osaka, Japonia – d. 9 februarie 1989, Tōkyō, Japonia) a fost un desenator, animator, autor de manga, producător și medic japonez (deși nu a practicat niciodată medicina).

## Biografie
Născut în Prefectura Osaka, el este cunoscut mai ales drept creatorul benzilor desenate gen manga Astro Boy și Kimba și este considerat creatorul genului anime sau echivalentul lui Walt Disney în Japonia.